# Baron Damory
Le titre de baron Damory a été créé deux fois dans la pairie d'Angleterre. 

## Histoire du titre
Le 24 novembre 1317, Roger Damory est convoqué au Parlement. En 1322, il est frappé d'un bill d'attainder de manière posthume pour avoir rejoint la rébellion du comte de Lancastre, ce qui conduit à la confiscation de la baronnie. 
Le 3 décembre 1326, la baronnie est créée une seconde fois pour son frère aîné Richard Damory et s'éteint en 1375.

## Première création (1317)
- Roger Damory (?–1322) (titre confisqué en 1322)

## Seconde création (1326)
- Richard Damory (?–1330)
- Richard Damory (ru) (?–1375) (extinction du titre en 1375)